# Traduzioni nell'Occidente latino durante il XII secolo

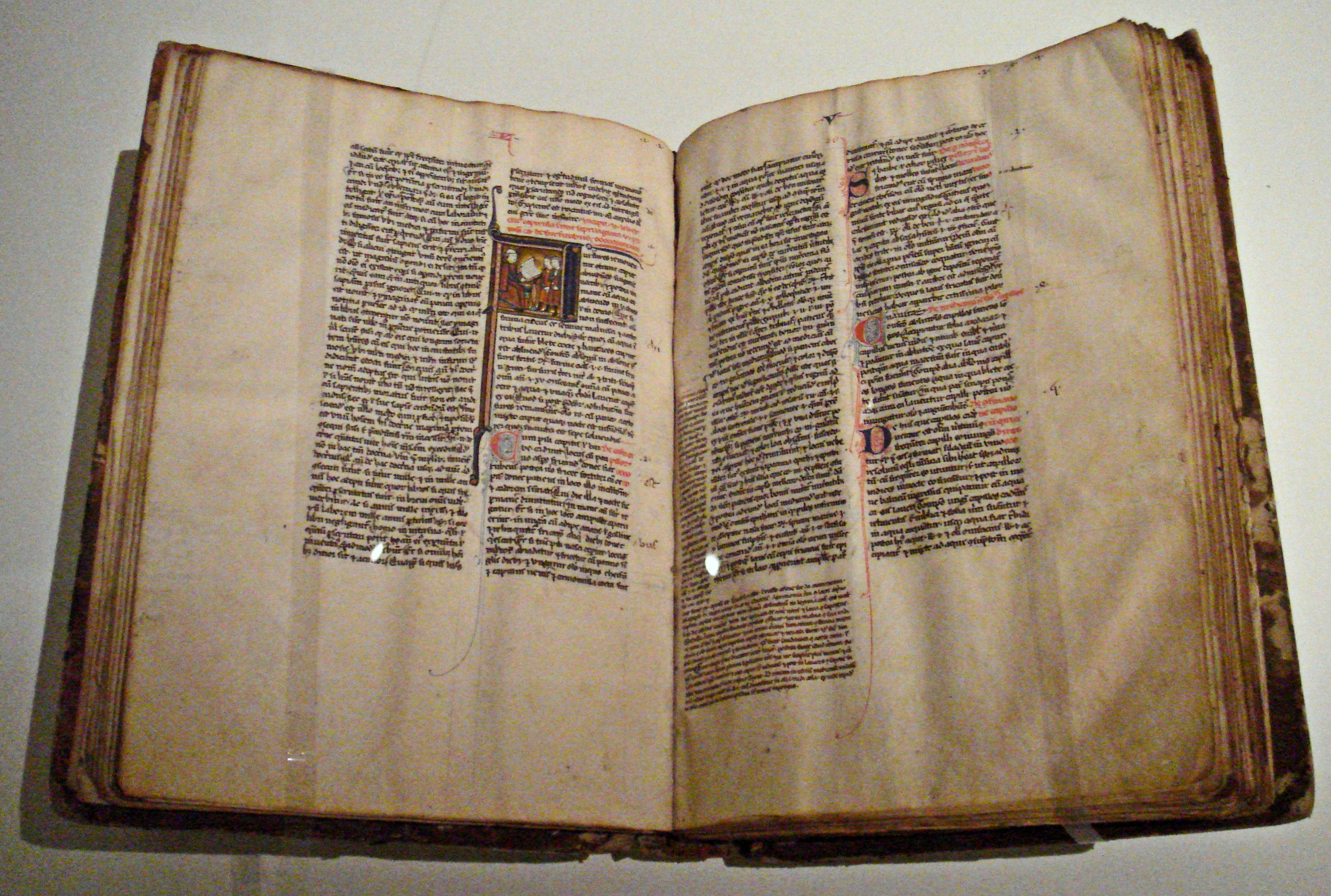
Traduzione della Raccolta di trattati medici di Rhazes, ad opera di Gerardo da Cremona (1250-1260)

Il movimento di rinascita culturale noto come rinascimento del XII secolo, è permeato dalla ricerca di nuovi saperi da parte degli uomini di cultura europei, un'aspirazione che sarà condivisa dai successivi protagonisti del Rinascimento e che gli uomini di cultura medievali rivolgeranno alle fonti greche e arabe. A esse potevano attingere attraverso le propaggini culturali nell'Occidente cristiano, nella Sicilia normanna e nella Spagna musulmana, territori in cui si assisterà, durante il XII secolo, al fiorire di un intenso fenomeno di traduzione in latino.

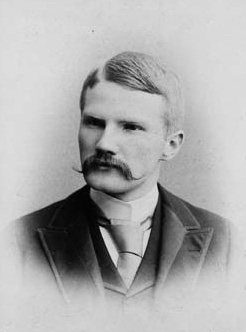
Charles Homer Haskins, pioniere della rivalutazione del XII secolo come secolo pre-rinascimentale

Attraverso l'opera di traduzione, l'Occidente cristiano si riappropria di classici fondamentali del pensiero antico, della scienza, della matematica, della filosofia e della letteratura: Ippocrate di Coo, Euclide, Aristotele e i contributi scientifici e filosofici del mondo islamico, attraverso pensatori e scienziati come Avicenna, al-Rāzī, al-Khwārizmī, al-Kindī e al-Fārābī.

## Traduttori in Italia

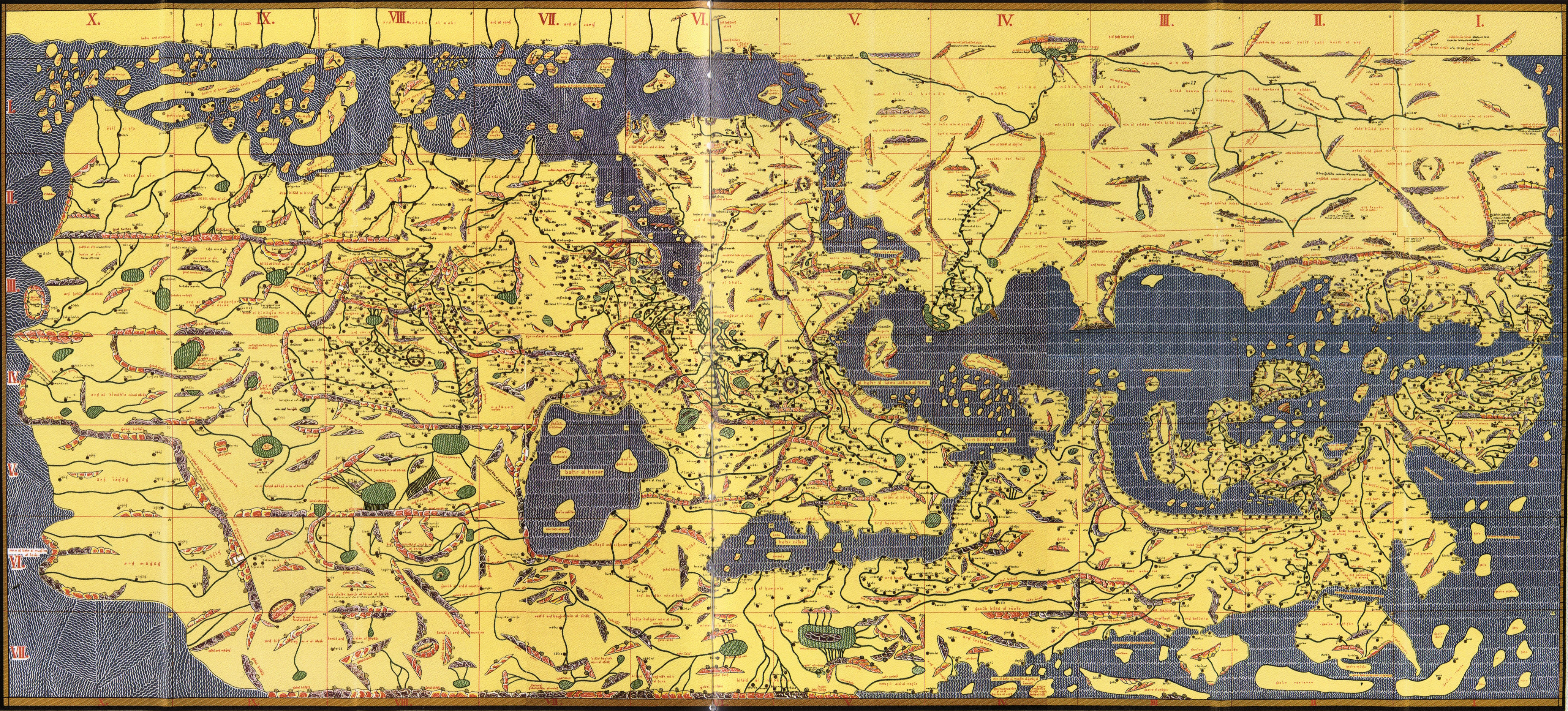
Mappa disegnata dal geografo maghrebino al-Idrīsī per re Ruggero II di Sicilia. Come tutte le classiche mappe arabe, la carta pone convenzionalmente in alto il Sud. Si noti il sovradimensionamento della Sicilia normanna: terra nella quale appunto operava il grande geografo arabo.

Un secolo prima dell'avvio dell'opera di traduzione nel XII secolo, Costantino l'Africano, un cristiano di Cartagine che aveva studiato medicina in Egitto e che infine era diventato monaco nel Monastero di Montecassino in Italia, tradusse opere di medicina dall'arabo. Tra le numerose traduzioni di Costantino vi sono l'enciclopedia medica di ʿAlī ibn ʿAbbās al-Majūsī, Il libro completo dell'arte medica (ossia il Liber Pantegni), l'antica medicina di Ippocrate e Galeno così come l'avevano conosciuta e applicata i medici arabi,
e l'Isagoge ad Tegni Galeni di Ḥunayn b. Isḥāq (il Medioevo latino lo conobbe come Johannitius Onan) e di suo nipote Ḥubaysh b. al-Ḥasan b. al-Aʿsam.

Altre opere mediche che egli tradusse furono il Liber febribus, Liber de dietis universalibus et particularibus e il Liber de urinis di Isaac Israeli ben Solomon; l'opera di psicologia islamica di Isḥāq ibn ʿImrān, la al-Maqāla fī al-Malikhuliya, tradotto come Libri duo de malincholia; nonché il De Gradibus, Viaticum, Liber de stomacho, De elephantiasi, De coitu e il De oblivione di Ibn al-Jazzār.
La Sicilia aveva fatto parte fino all'878 dell'Impero bizantino; con la caduta di Siracusa divenne un possedimento musulmano.
Fu sotto l'Emirato di Sicilia, dall'878 al 1060, e anche negli anni successivi in cui dominò la famiglia degli Altavilla, che nell'isola si raccolse il meglio delle conoscenze della comunità latina, greca, araba ed ebraica. Grazie al continuo afflusso di manoscritti in lingua greca e araba, l'isola fu il luogo dove si raccolse il maggior numero di opere scientifiche e mediche. I Normanni, che conquistarono la Sicilia nel 1060 fondando un regno cristiano, mantennero e agevolarono la specificità multiculturale dell'isola.
Una copia dell'Almagesto di Tolomeo fu portata in Sicilia da Enrico Aristippo, come dono dell'Imperatore bizantino a Re Guglielmo I. Aristippo stesso tradusse il Menone di Platone e il Fedone in latino, ma l'incarico di viaggiare alla volta della Sicilia e di tradurre l’Almagesto fu lasciato a un anonimo studioso di Salerno, come pure quello di tradurre numerose opere di Euclide dal greco al latino. Sebbene i Siciliani traducessero direttamente dal greco, quando i testi in greco non erano disponibili essi traducevano allora dall'arabo. Eugenius Amiratus tradusse l’Ottica di Tolomeo in latino, mostrando in quell'occasione la sua compiuta conoscenza di tutte e tre queste lingue. Tra le traduzioni di Accursio da Pistoia vi sono le opere di Galeno e di Hunayn ibn Ishaq. Gerardo da Sabbioneta tradusse Il canone della medicina ( al-Qānūn fī tibb ) di Avicenna e l’Almansor di Muḥammad ibn Zakariyyāʾ al-Rāzī. Leonardo Fibonacci presentò il primo resoconto completo in Europa del sistema numerale decimale indo-arabo, traducendolo da fonti arabe nel suo celeberrimo Liber Abaci (1202). Gli Aphorismi di Masawaiyh (Mesue) furono tradotti da un anonimo contributore nell'Italia del tardo XI secolo-primi del XII secolo. Di straordinaria importanza per l'astronomia è poi il De motu stellarum, traduzione latina dall'arabo del 1116, dovuta a Platone da Tivoli, del Kitāb al-zīj al-ṣābiʾ (Libro delle Tavole astronomiche sabee) dell'arabo Muḥammad ibn Jābir al-Ḥarrānī al-Battānī.
Nella Padova del XIII secolo, Bonacosa tradusse l'opera medica di Averroè, il Kitāb al-Kulliyyāt, che col titolo di Colliget, restò per secoli famosa in tutta Europa, e Giovanni da Capua tradusse il Kitāb al-Taysīr di Ibn Zuhr (Avenzoar) col titolo di Theisir. Nella Sicilia del XIII secolo, Faraj ben Salim tradusse l’al-Hāwī di Rhazes come Continens e il Tacuina sanitatis di Ibn Buṭlān. Nell'Italia di quello stesso XIII secolo, Simone da Genova e Abraham Tortuensis tradussero l’al-Tasrīf di Abulcasis col titolo di Liber servitoris, la Congregatio sive liber de oculis di Alcoati e il Liber de simplicibus medicinis dello pseudo-Serapione.

## Traduttori in Spagna

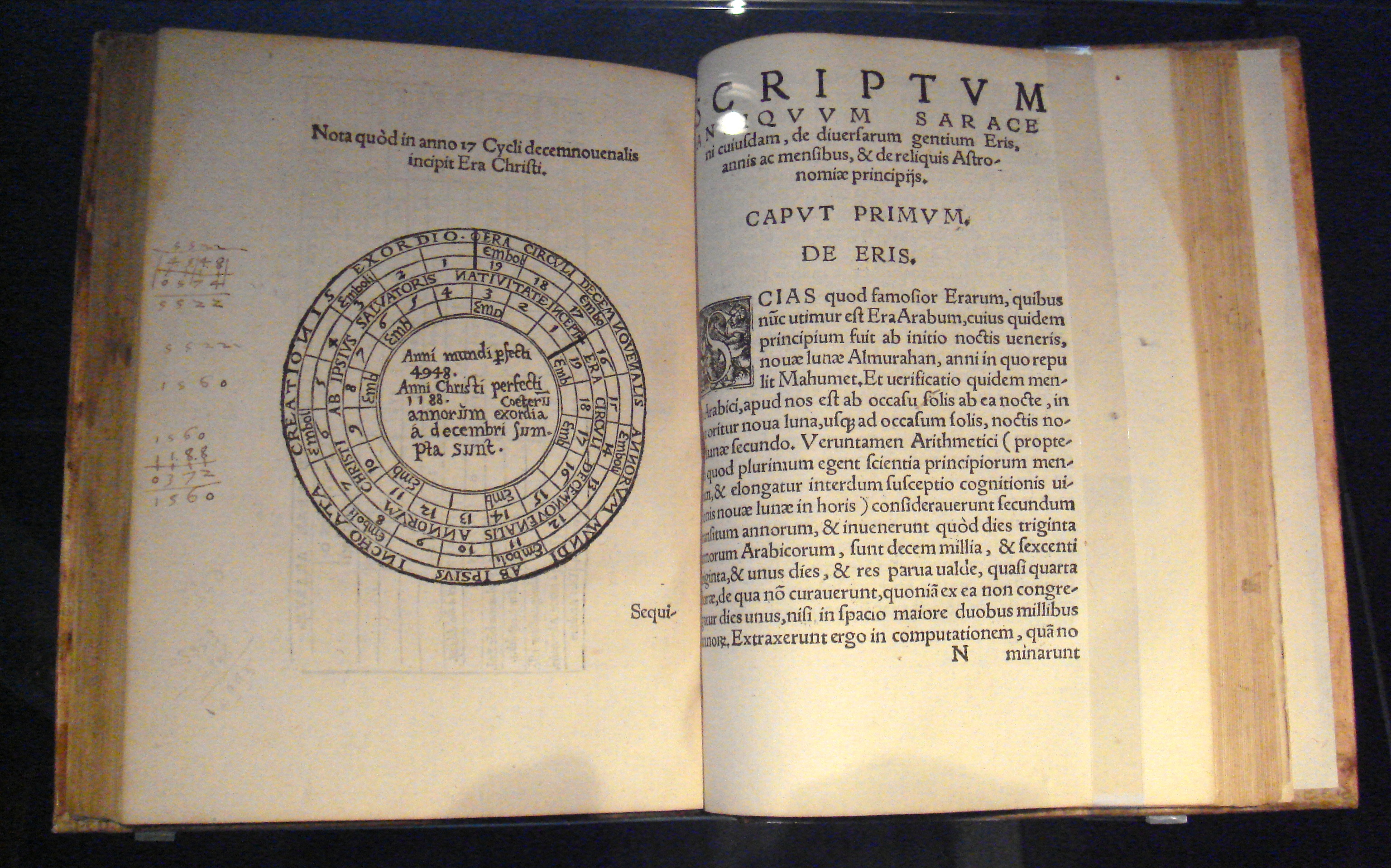
Il trattato De Iudiciis Natiuitatum di Albohali, tradotto in latino da Platone di Tivoli nel 1136, e nuovamente da Giovanni da Siviglia nel 1153. Qui è raffigurata l'edizione di Norimberga della traduzione di Giovanni da Siviglia (1546)

Dall'inizio alla fine del X secolo, studiosi europei viaggiarono alla volta della Spagna per studiare.  I più noti fra costoro furono Gerberto di Aurillac (più tardi papa col nome di Silvestro II), che studiò matematica islamica nella regione della Marca spagnola attorno a Barcellona, e Gherardo da Cremona, che operò a Toledo. Tuttavia le traduzioni non cominciarono ad essere approntate in Spagna per circa un secolo ancora. I primi traduttori in Spagna si concentrarono essenzialmente sulle opere scientifiche, specialmente di matematica e astronomia, con una seconda area d'interesse nel Corano e in altri testi islamici. Collezioni spagnole annoverano numerose opere scritte in arabo, il che significa che i traduttori lavorarono quasi esclusivamente traducendo dall'arabo anziché dal greco, spesso in cooperazione con arabofoni locali.
Uno dei più importanti progetti di traduzione fu sostenuto da Pietro il Venerabile, Abate di Cluny.  Nel 1142 egli invitò Roberto di Ketton ed Ermanno di Carinzia, Pietro di Poitiers e un musulmano noto col solo nome di "Mohammed", a realizzare la prima traduzione araba del Corano (la Lex Mahumet pseudoprophete).
Traduzioni furono condotte a termine in Spagna e in Provenza. Platone di Tivoli operò in Catalogna, Ermanno di Carinzia nelle regioni settentrionali spagnole e, al di là dei Pirenei, in Linguadoca, Ugo di Santalla in Aragona, Roberto di Ketton in Navarra e Roberto di Chester a Segovia.  Il più importante centro di traduzioni fu la grande cattedrale-biblioteca di Toledo.
Tra le traduzioni di Platone da Tivoli in latino vi sono l'opera astronomica e trigonometrica di Muhammad ibn Jābir al-Ḥarrānī al-Battānī De motu stellarum, il Liber embadorum di Abraham bar Hiyya, gli Spherica di Teodosio di Bitinia e La misura del cerchio di Archimede. Tra le traduzioni di Roberto di Chester in latino vi sono il Kitāb al-jabr wa l-muqābala di Muhammad ibn Mūsā al-Khwārizmī e le tavole astronomiche (contenenti anche tavole trigonometriche). Le traduzioni di Abraham di Tortosa riguardano il Serapion minore, il De Simplicibus di Ibn Sarabi e l'al-Tasrīf di Abū l-Qāsim, col titolo Liber Servitoris. Nel 1126, il Grande Sindhind di Muḥammad b. Ibrāhīm al-Fazārī (basato sulle opere in sanscrito del Surya Siddhanta e del Brahmasphuta Siddhānta di Brahmagupta) fu tradotto in latino.

### La "Scuola di Toledo"
Uno dei maggiori committenti per le traduzioni dall'arabo fu in Spagna l'arcivescovo Raimondo di Toledo, (1125-52), cui Giovanni di Siviglia dedicò una traduzione in segno di riconoscenza. Partendo da questa frammentaria evidenza, gli storici del XIX secolo supposero che Raimondo avesse stabilito una formale scuola di traduzioni, ma non è dimostrata alcuna specifica evidenza per una scuola siffatta, e della sua esistenza in sé e per sé attualmente si dubita assai.  Molti dei traduttori lavorarono fuori Toledo e quelli che vi operarono, operarono dopo l'episcopato di Raimondo.
Toledo, in ogni caso, fu effettivamente un centro di cultura multilingue, con una folta popolazione cristiana mozaraba arabofona, e rivestì un ruolo fondamentale come centro di studio.  Questa tradizione e i testi che furono realizzati a Toledo sopravvissero alla rude conquista della città da parte di Re Alfonso VI nel 1085.  Un ulteriore fattore fu quello che i primi vescovi e il clero provenivano dalla Francia, in cui la lingua araba non era così ampiamente diffusa e conosciuta.  Conseguentemente, la cattedrale divenne un centro di traduzioni assolutamente fondamentale per scala e importanza, tale da non avere precedenti "nella storia della cultura occidentale".

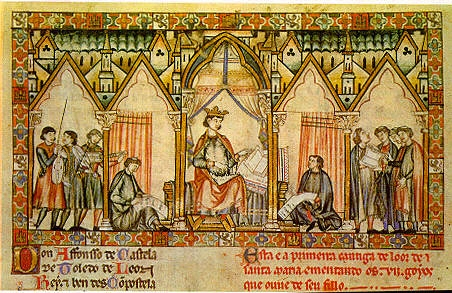
Re Alfonso X (il Savio), in una miniatura dalle Siete Partidas

Fra i primi traduttori a Toledo vi furono un Avendauth (che alcuni identificano con Abraham ibn Dawud), che tradusse l'Enciclopedia di Avicenna, nota col titolo di Kitāb al-Shifāʾ (Il libro della guarigione), in cooperazione con Domenico Gundisalvo, o Gundisalvi (Domingo Gundisalvo), Arcidiacono di Cuéllar.
Tra le traduzioni di Alfonso di Toledo in latino vi sono il De separatione primi principii di Averroè, mentre tra le traduzioni di Giovanni di Siviglia vi sono le opere di Muhammad b. Jābir al-Ḥarrānī al-Baṭṭānī, di Thābit ibn Qurra, di Maslama ibn Ahmad al-Majriti, di al-Farabi, di Jaʿfar ibn Muḥammad Abū Maʿshar al-Balkhī (Albumasar), di al-Ghazali e di Aḥmad b. Muḥammad b. Kathīr al-Farghānī (Alfraganus); e il De differentia spiritus et animae di Qusta ibn Luqa.
Il traduttore maggiormente prolifico di Toledo fu Gherardo da Cremona, che tradusse 87 libri, incluso l'Almagesto di Tolomeo, molte delle opere di Aristotele, inclusi i suoi Analitici secondi dell'Organon, la Fisica, il De coelo et mundo, il De Generatione et Corruptione e la Meteorologica, il Compendioso libro del calcolo per completamento e semplificazione (Sull'algebra e l'Almucabala) di Muhammad ibn Mūsā al-Khwārizmī, Sulla misura del cerchio di Archimede, gli Elementi di geometria di Euclide, gli Elementa astronomica di Jabir ibn Aflah, Sull'ottica di al-Kindi, Sugli elementi di astronomia dei moti celesti di Ahmad ibn Muhammad ibn Kathīr al-Farghānī (Alfraganius), Sulla classificazione delle scienze di al-Farabi, i trattati alchemici e medici di al-Razi (Rhazes), le opere di Thābit ibn Qurra e Hunayn ibn Ishaq, e le opere di al-Zarkali (Azarchiel), di Jabir ibn Aflah (Geber), dei Banū Mūsā, Abū Kāmil Shujā b. Aslam, Abū al-Qāsim e Ibn al-Haytham (inclusi il Libro di ottica). Tra le opere tradotte vi sono l'Expositio ad Tegni Galeni di Haly Abenrudian; i Practica, Brevarium medicine di Yuhanna ibn Sarabiyun (Serapion); il De Gradibus di al-Kindi (Alkindus); il Liber ad Almansorem, Liber divisionum, Introductio in medicinam, De aegritudinibus iuncturarum, Antidotarium e i Practica puerorum di Muhammad ibn Zakariyya al-Rāzi (Rhazes); i De elementis e il De definitionibus di Isaac Israeli ben Solomon; l'al-Tasrif di Abū al-Qāsim al-Zahrāwī, col titolo Chirurgia; il Canone di Avicenna, sotto il titolo Liber Canonis e il Liber de medicamentis simplicus di Ibn Wāfid, detto Albenguefith, (1007-1074).
Alla fine del XII secolo e agli esordi del XIII, Marco da Toledo tradusse il Corano (ancora una volta) e varie opere di medicina. Egli tradusse inoltre l'opera medica di Hunayn ibn Ishaq, nota come Liber isagogarum.

## Ultimi traduttori
Michele Scoto (ca. 1175-1232) tradusse le opere di al-Bitruji (Alpetragius) nel 1217, Sui movimenti dei cieli di al-Bitruji, e i commentari di Averroè sulle opere scientifiche di Aristotele.
Re Alfonso X di Castiglia, detto Il Savio, (reg. 1252-84) continuò a incoraggiare l'opera traduttoria, come pure la produzione di opere scientifiche originali.
David l'Ebreo (ca. 1228-1245) tradusse le opere di al-Razi (Rhazes) in latino. Le traduzioni di Arnaldo da Villa Nova (1235-1313) comprendono opere di Galeno e di Avicenna (inclusa la sua Maqāla fī ahkām al-adwiyya al-qalbiyya col titolo De viribus cordis), la De medicinis simplicibus di Abu al-Salt (Albuzali), e il De physicis ligaturis di Qusta ibn Luqa.
Nel XIII secolo il portoghese Giles di Santarem tradusse anch'egli il De secretis medicine, Aphorismi Rasis di al-Razi e il De secretis medicine di Mesuè il Vecchio. In Murcia, Rufino di Alessandria tradusse il Liber questionum medicinalium discentium in medicina di Hunayn ibn Ishaq (Hunen) e Dominicus Marrochinus tradusse la Epistola de cognitione infirmatum oculorum di ʿAlī b. ʿĪsā (Jesu Haly). Nel XIV secolo a Lerida, Giovanni Jacobi tradusse l'opera medica di Alcoati, col titolo Liber de la figura del uyl in catalano e poi in latino.

## Altri traduttori europei
Tra le traduzioni di Adelardo di Bath (fl. 1116-1142) in latino vi sono l'opera astronomica e trigonometrica di al-Khwarizmi (Tabelle astronomiche e il suo trattato di aritmetica, il Liber ysagogarum Alchorismi, l'Introduzione all'astrologia di Abū Maʿshar, come pure gli Elementi di Euclide, un cui Commentario in arabo fu scritto da al-Nayrizi. Adelardo è associato con altri studiosi dell'Inghilterra occidentale, come Peter Alfonsi e Walcherio da Malvern, che tradussero e svilupparono i concetti astronomici acquisiti in Spagna. L'Algebra di Abū Kāmil Shujā ibn Aslam (Abu Kamil) fu anch'essa tradotta in latino in questo periodo, ma il traduttore dell'opera è ignoto.
Le traduzioni di Alfredo di Sareshel (Alfredus Anglicus, circa 1200-1227) annoverano le opere di Nicolaus di Damasco e di Ḥunayn b. Isḥāq. Le traduzioni di Antonius Frachentius Vicentinus comprendono le opere di Ibn Sina (Avicenna). Le traduzioni di Armenguad riguardano le opere di Avicenna, Averroè (Ibn Rushd), Ḥunayn b. Isḥāq (Iohannitius) e Maimonide. Berengario di Valencia tradusse alcune opere di Abū l-Qāsim Khalaf b. ʿAbbās al-Zahrawī (Abulcasis); Drogone (Azagont) quelle di al-Kindi; Ferragut (Faraj ben Salam) tradusse dal canto suo le opere di Hunayn ibn Ishaq, Ibn Jazla (Ben Gezla), Yūḥannā b. Māsawayh (Mesuè il Vecchio) e Abū Bakr b. Zakariyyā al-Razi (Rhazes). Le traduzioni di Andreas Alphagus Bellunensis riguardano opere di Avicenna, Averroè, Serapion il Giovane, al-Qifti e Albe'thar.
Nel XIII secolo, a Montpellier, Profatius e Bernardus Honofredi tradussero il Kitāb al-aghdiya di Ibn Zuhr (Avenzoar) col titolo di De regimine sanitatis e Armengaudus Blasius tradusse l'al-Urjūza fī l-ṭibb, uno studio che combinava gli scritti medici di Avicenna e Averroè, col titolo Cantica cum commento.
Altri testi tradotti in questo periodo riguardano i testi alchemici di Jabir ibn Hayyan (Geber) e il De Proprietatibus Elementorum, originariamente un'opera araba di geologia, scritta da uno Pseudo-Aristotele. Il De consolatione medicanarum simplicum, Antidotarium, Grabadin di uno pseudo-Mesuè il Vecchio fu tradotto in latino da un traduttore rimasto per noi anonimo.